# E.R.S.
E.R.S. AS, Estonian Railway Services - prywatny estoński przewoźnik kolejowy. Spółka należy do holendersko-rosyjskiej firmy Vopak E.O.S. Przedsiębiorstwo specjalizuje się w przewozach paliw płynnych do przeładunkowego terminalu morskiego i magazynów paliw w Maardu.